# David Dale Owen

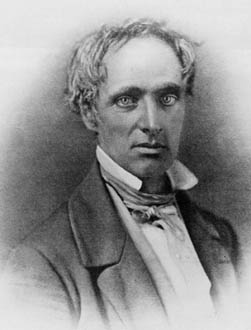
David Dale Owen

David Dale Owen (* 24. Juni 1807 in Lanarkshire, Schottland; † 13. November 1860 in New Harmony, Indiana) war ein US-amerikanischer Geologe, bekannt für die geologische Landesaufnahme in Indiana, Kentucky, Arkansas und anderen Staaten des Mittleren Westens.

## Leben
Er war der Sohn des Sozialreformers und Gründers von New Harmony in Indiana Robert Owen und kam über die Bekanntschaft seines Vaters mit William Maclure zur Geologie. Er studierte unter anderem ein Jahr in London und erwarb einen M.D. Abschluss als Arzt vom Medical College of Ohio in Cincinnati. Gleichzeitig forschte er in New Harmony auf eigene Initiative hin und eröffnete dort ein Museum. Zunächst war er Assistent in der geologischen Aufnahme von Tennessee, 1837 bis 1839 war er der erste Staatsgeologe von Indiana. Aufgrund seiner hervorragenden Arbeit dort wurde er für die geologische Aufnahme von Iowa, dem südlichen Wisconsin und dem Norden von Illinois berufen, was er 1839 in kurzer Zeit bewerkstelligte, so dass die Landverkäufe anlaufen konnten. Danach galt er als führender Geologe im Mittleren Westen der USA. 1847 bis 1849 setzte er die Erkundung von Wisconsin, Michigan, Iowa und Minnesota in staatlichem Auftrag fort, unter anderem am Lake Superior (1849 von seinem Bruder Robert unterstützt und außerdem von seinem Assistenten Joseph Granville Norwood). Ein Ziel war es, Mineralienvorkommen auszumachen, da das Land dann zu höherem Preis verkauft werden konnte. 1854 bis 1857 war er Staatsgeologe von Kentucky. 1857 wurde er Staatsgeologe von Arkansas und 1859 bis 1860 war er wieder Staatsgeologe in Indiana.
Bereits 1839 identifizierte er die Schichten unter den kohleführenden Schichten der Pennsylvanium-Stufe des Karbons, später (1870) von Alexander Winchell Mississippium genannt.
Sein Bruder war der Geologe und erste Präsident der Purdue University Richard Owen (1810–1890).